# Andrés Torrón
Andrés Torrón (Montevideo, 1967) es un músico, periodista y productor artístico uruguayo.
Es el autor del libro 111 Discos Uruguayos (Editorial Aguaclara), un libro objeto que recorre casi seis décadas de música uruguaya a través de 111 álbumes. El libro se transformó desde su edición en 2014, en un material de referencia y consulta a nivel local e internacional.
Escribe en varios medios de Uruguay como Brecha, La Diaria, El País Cultural, Dossier, Bla, Montevideo Portal, entre otros; en revistas de Estados Unidos como Relix, Global Rhythm o Unchin y de Argentina como la revista Todavía. También ha participado como columnista en programas de televisión y radio.
Ha trabajado como músico, guitarrista, arreglador y productor con artistas uruguayos y extranjeros, grabando con Jorge Drexler, Fernando Santullo, Nico Arnicho, Mario Villagrán, Maxi Angelieri, Erik Couts, La Saga y Santiago Tavella, entre otros, además de realizar música para obras teatrales. Ha producido varios trabajos musicales para el mercado asiático, entre ellos la conocida serie Sol De Bossa. En 2017 forma el proyecto musical Dos, junto a su hija Lucía Torrón, editando el EP titulado Demasiado tarde En 2024 editaron el EP Música para fin de fiesta. 
Torrón fue galardonado con el Premio Legión del Libro otorgado por la Cámara Uruguaya del Libro y con una Mención Especial en los Premios Graffiti.

## Obra

### Libros
- 2014, 111 Discos Uruguayos (Aguaclara)
- 2019, Mediocampo (Estuario)

### Discografía
Como autor:
- 1993, Públicas Virtudes: Basura Contemporánea (Ayuí/Tacuabé)
- 2017, Dos: Demasiado Tarde (Independiente)
- 2024, Dos: Música Para Fin De Fiesta (Little Butterfly)

Como productor artístico:
- 2003, La Saga: De donde querés venir mañana (Bizarro)
- 2005, La Saga: Quiero (Bizarro)
- 2007, Salida de Emergencia: Cinética (Ind)
- 2008, Erik Couts: Pampero EP
- 2010, Justine B: Distante (Duradisc)
- 2011, Mario Villagrán: Luz en las pupilas (Ayuí/Tacuabé)
- 2011, Erik Couts: Mutar (Bizarro)
- 2012, Varios artistas: Sol de Bossa (Rambling Records)
- 2015, Greg Cheynet: Eponyme (Perro Andaluz)
- 2016, Mario Villagrán: Mapa al extraviado (Perro Andaluz)